# Tanystylum beuroisi
Tanystylum beuroisi là một loài nhện biển trong họ Ammotheidae. Loài này thuộc chi Tanystylum. Tanystylum beuroisi được miêu tả khoa học năm 1974 bởi Arnaud.